# 嘉禾大廈

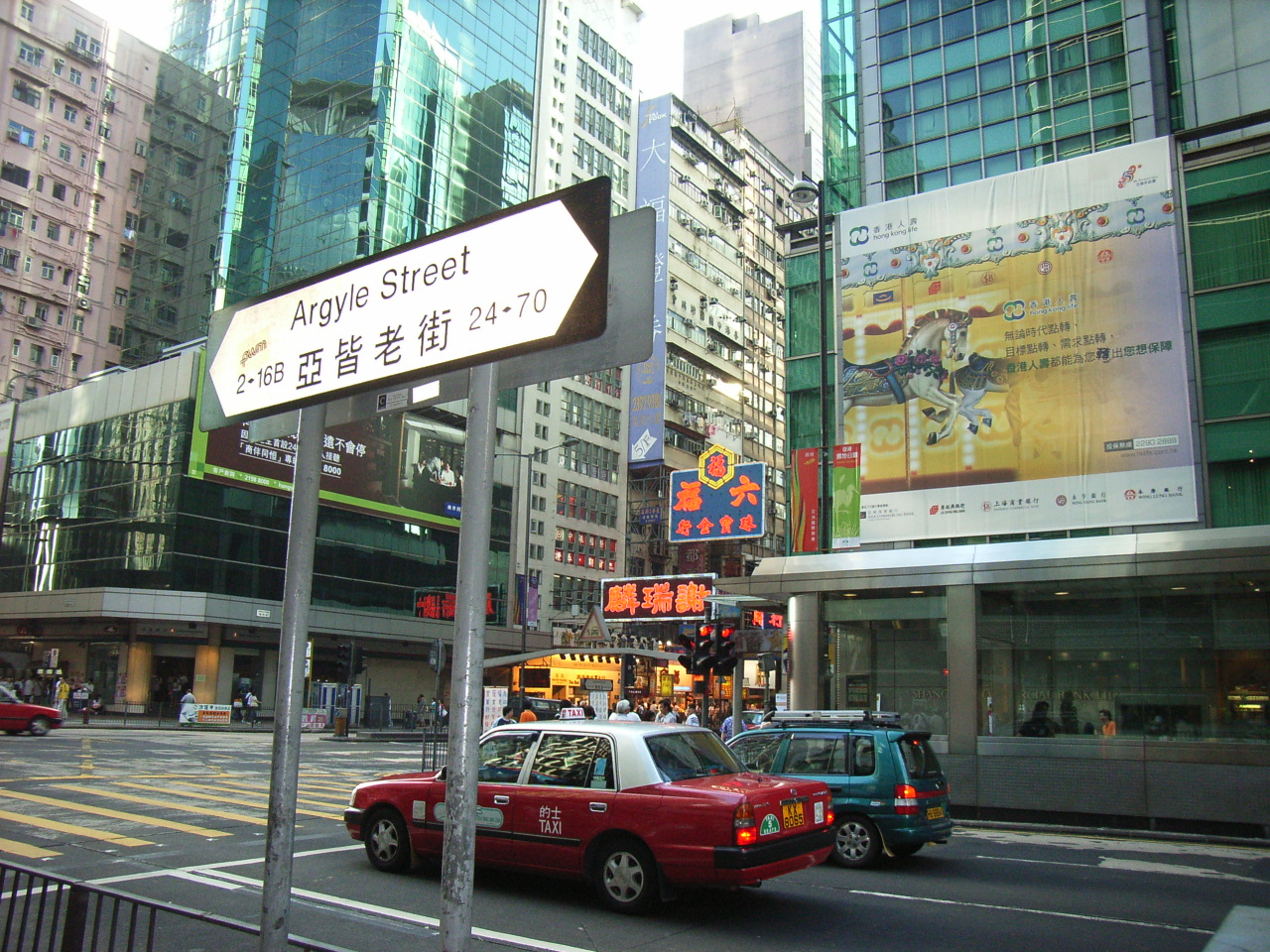
2006年6月的嘉禾大廈
（圖中有大福證券招牌的地方，五級大火前）

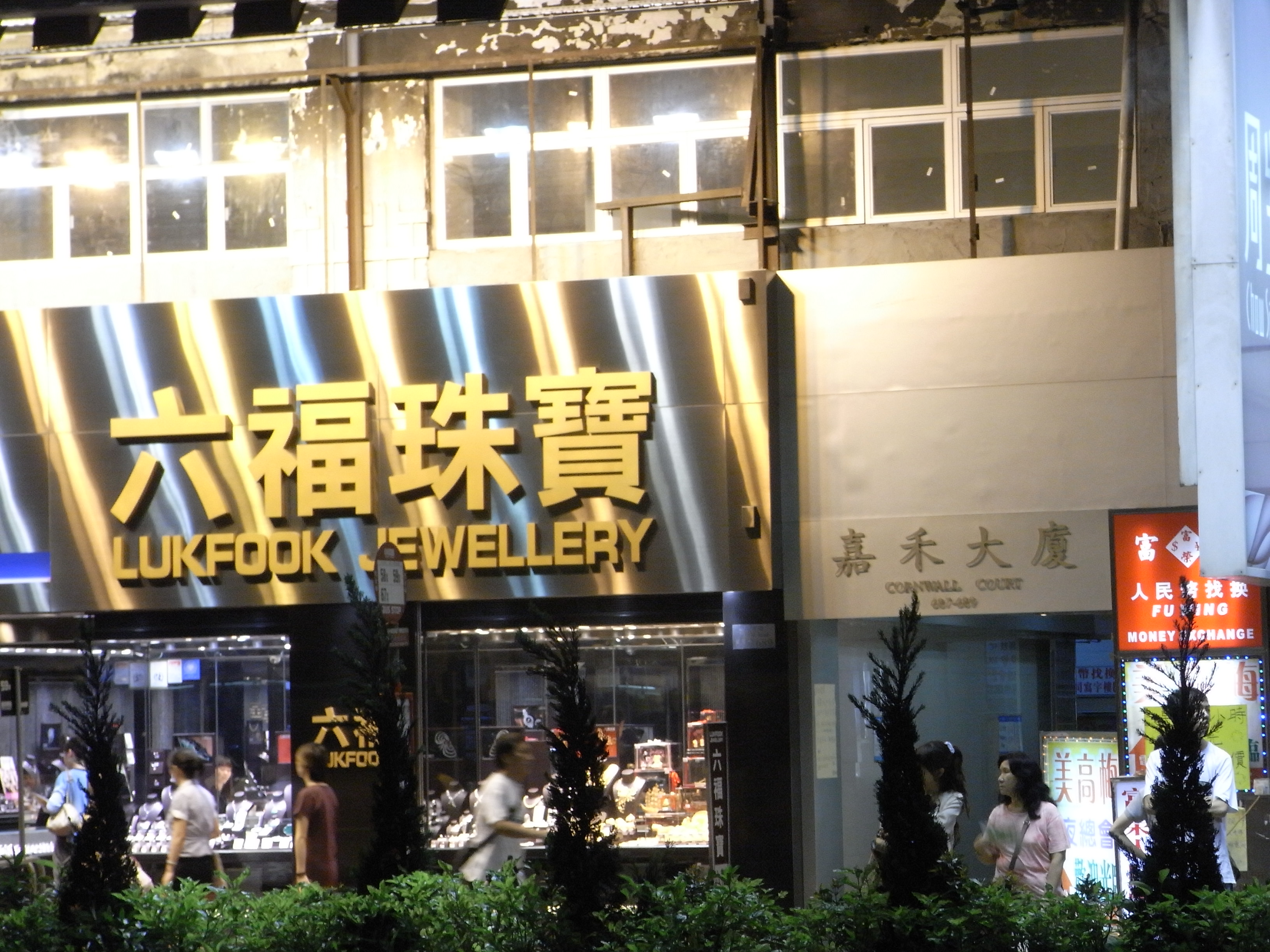
2010年6月的嘉禾大廈（五級大火後）

嘉禾大廈（英語：Cornwall Court）位於香港九龍旺角彌敦道687-689號，為一座商住大廈，於1962年落成。

## 樓層
嘉禾大廈樓高14層，每層三個單位，合共54個單位。大廈除了商住及民居用途外，還包括佛堂、一樓一鳳、國術會等。
- 臨街地鋪是六福珠寶等金飾店，此外還有一間人民幣找換店。

一樓至四樓被作為各種樓上鋪：
- 閣樓是一間網吧，名為陽光網絡。
- 1樓是服飾店。
- 3樓：美高梅夜總會
- 4樓：星辰夜總會
- 5至14樓：其他商住用途

## 五級大火
2008年8月10日上午突然起火，火警中兩名消防員殉職、一名77歲老婦死亡，其後在火場中發現一具燒焦的屍體，令死亡人數增至4人。另外有57人受傷，包括3名消防員。大火焚燒了近6個小時，期間消防員要升起雲梯，將在窗前求救的市民逐一救下，另有消防員入內拯救，以及自鄰近天台入內搜救。消防處稱，出事的大廈樓高15層，起火的是閣樓的一間夜總會，火警最終升為5級，直到下午大火才被救熄。

## 鄰近
- 旺角中心
- 旺角道
- 亞皆老街

## 外部連結
- 旺角嘉禾大廈位置地圖